# Esplanáda

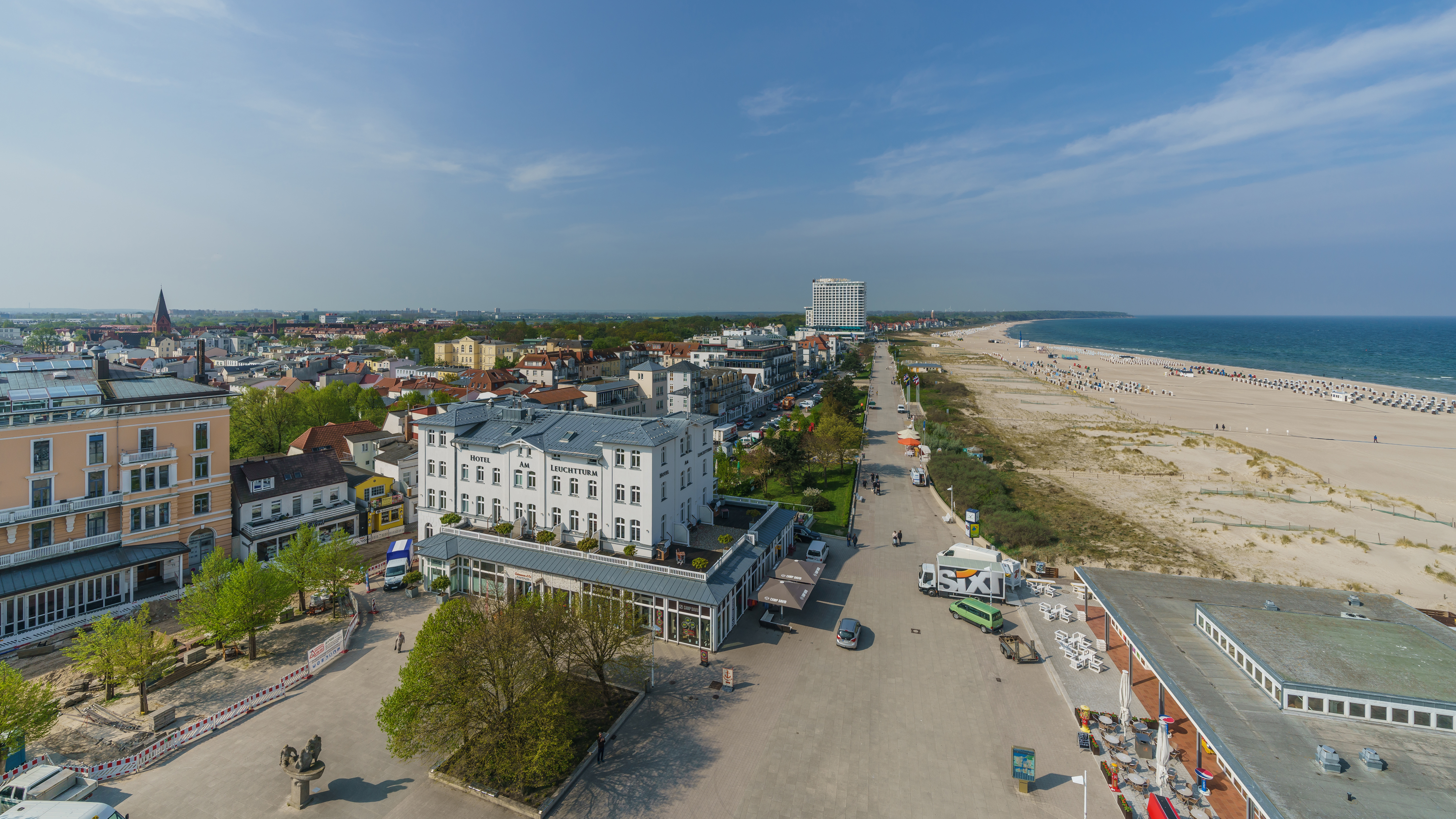
Plážová esplanáda v německém Rostocku

Esplanáda či promenáda je dlouhá otevřená přízemní plocha (promenáda), po které se mohou lidé procházet, často bývá u vody. Původním významem esplanády byla velká, otevřená, přízemní plocha mimo tvrz nebo městské hradby, která zpřehlednila terén pro zbraně pevnosti. V moderním využití prostor umožňuje lidem chodit pro rekreační účely; esplanády jsou často na námořních frontách a umožňují chůzi bez ohledu na stav přílivu, aniž by lidé museli chodit na pláž. Bývají také podél větších řek.